# Pycnoflatsor
Pycnoflatsor är ett släkte av steklar. Pycnoflatsor ingår i familjen brokparasitsteklar.
Kladogram enligt Catalogue of Life:
| Pycnoflatsor | \| \| Pycnoflatsor annae \| \| \| \| \| \| Pycnoflatsor pokozii \| \| \| \| |
|              | \| \| Pycnoflatsor annae \| \| \| \| \| \| Pycnoflatsor pokozii \| \| \| \| |
|              | Pycnoflatsor annae                                                          |
|              |                                                                             |
|              | Pycnoflatsor pokozii                                                        |
|              |                                                                             |